# Alghazanth
Alghazanth var ett symfoniskt black metal-band från Finland. Bandet grundades år 1995 i Jyväskylä. Bandet splittrades 2018.

## Medlemmar
Senaste medlemmar
- Gorath Moonthorn (Järvinen) – trummor (1995–2018)
- Thasmorg (Mika Kaakkolahti) – rytmgitarr (1995–2013), sång (1995–1999, 2011–2018), basgitarr (1996–1999, 2013–2018)
- Mordant (Tapio Laitila) – gitarr (2013–2018)
- Vexd (Joni Saalamo) – gitarr (?–2018)

Tidigare medlemmar
- Dreminoc – basgitarr (1995–1996)
- Veilroth (Perrti Reponen) – gitarr (1995–2001)
- Antti Simonen – keyboard (1996–2005)
- Melchor – basgitarr (1999–2000)
- Nebiros (Teijo Hakkola) – sång (1999–2004)
- Grimort (Riku Vallisto) – basgitarr (2000–2005), sologitarr (2006–2014)
- Prometha – basgitarr (2002)
- Infection (Mynni Luukkainen) – gitarr (2002–2006)
- Goat Tormentor (Mikko Kotamäki) – sång (2005–2011)
- Ekholm (Toumas Ekholm) – keyboard (2005–2017)

Turnerande medlemmar
- Wulture (Arttu Ratilainen) – gitarr (2014–2018)
- Syphon (Petri Seikkula) – basgitarr
- Mor Voryon (Jukka-Pekka Miettinen) – gitarr
- Antti Simonen – keyboard (2018)

## Diskografi
Demo
- 1996 – Behind the Frozen Forest
- 1997 – Dim Is the Moon's Light
- 1997 – Promo '97

Studioalbum
- 1999 – Thy Aeons Envenomed Sanity
- 2000 – Subliminal Antenora
- 2001 – Osiris-Typhon Unmasked
- 2004 – The Polarity Axiom
- 2008 – Wreath of Thevetat
- 2011 – Vinum Intus
- 2013 – The Three-Faced Pilgrim
- 2018 – Eight Coffin Nails

EP
- 1998 – The Blackened Rainbow (delad EP: Throes of Dawn / Enochian Crescent / Alghazanth / Ravendusk)
- 2013 – AdraMelekTaus

Singlar
- 2008 – "The Phosphorescent"